# Carlos Nobre
Nomar Nobre Chatelain, conhecido como Carlos Nobre (Vitória, 6 de junho de 1934 — Rio de Janeiro, 27 de julho de 2009) foi um cantor e compositor brasileiro.
Em 1951, iniciou sua carreira de cantor participando de programas de calouros.
Seu maior sucesso foi a canção Ciclone, gravada em 1959 e que ficou nas paradas por muito tempo. Em cinquenta anos de carreira, gravou 27 discos, entre LPs e compactos, além de inúmeros 78 rotações. Seus discos venderam 600 mil cópias, aproximadamente. Entre os prêmios, ganhou o Troféu Chico Viola.

## Discografia

### Álbuns
- (2005) Carlos Nobre - A voz do ciclone
- (1972) Carlos Nobre
- (1968) O seresteiro moderno
- (1964) Tudo é paz
- (1963) Saudade em cada adeus/Resto de saudade
- (1963) Sputinik brasileiro/Derrubaram a galeria
- (1963) Carlos Nobre
- (1963) Nos braços da saudade
- (1962) Amor em serenata/Sexto mandamento
- (1962) O pranto da chuva/Perdão por meu amor
- (1962) Contradizendo/Três por quatro
- (1961) Ironia/Amor impossível
- (1961) Senhora viúva/Rua não é moradia
- (1961) Praga de amor/Pinguinho de gente
- (1961) O seresteiro moderno
- (1960) Drama de consciência/Rosas vermelhas
- (1960) O homem da luz vermelha/Prova de amor
- (1960) Quando existe adeus/Ouça menina
- (1960) Carlos Nobre
- (1959) Ciclone/Regresso
- (1959) Madame saudade/Delírio
- (1959) Amor proibido/Volta ao meu barracão
- (1958) Na noite em que te vi/Voltarás fatalmente
- (1958) Escrava da ambição/Lago azul
- (1957) Morena /Vem meu amor
- (1957) Não/Viverás sempre só
- (1957) Outro alguém/Cartas de amor na areia
- (1957) Foi a saudade/Eu fui um louco
- (1956) Se depender de mim/O mesmo lar
- (1956) Teto antigo/Isto é samba
- (1955) Toada do amor/Porque não vens
- (1955) Eu vi/Não teve pena

### Músicas
- Amor desfeito (com Raul Sampaio)
- Amor impossível (com Raul Sampaio)
- Andréa esperança acontecida (com J. Ribeiro)
- Aqui (com Raul Sampaio)
- Fonte de paz (com Wilson Melo)
- Maria das Graças (com René Bittencourt)
- Meu último carnaval (com Carlos Sideral)
- Musa do verso (com José Orlando)
- O Silêncio da noite (com Newton Teixeira)
- Perdão por meu amor (com Raul Sampaio)
- Pressentimento (com René Bittencourt)
- Rua não é moradia (com René Bittencourt)
- Sim ou não (com Ataylor de Souza)
- Três por quatro (com Carlos Marques)
- Vedete (com Rutinaldo)